# Yasser Al-Qahtani
Yasser Al Qahtani (nacido el 10 de octubre de 1982) es un exfutbolista saudita. Jugaba para la Selección de fútbol de Arabia Saudita y su último equipo fue Al-Hilal.
El 14 de junio de 2006 consiguió el primer gol de su selección en el Mundial de Alemania 2006 ante la Selección de Túnez.